# Gerontologie

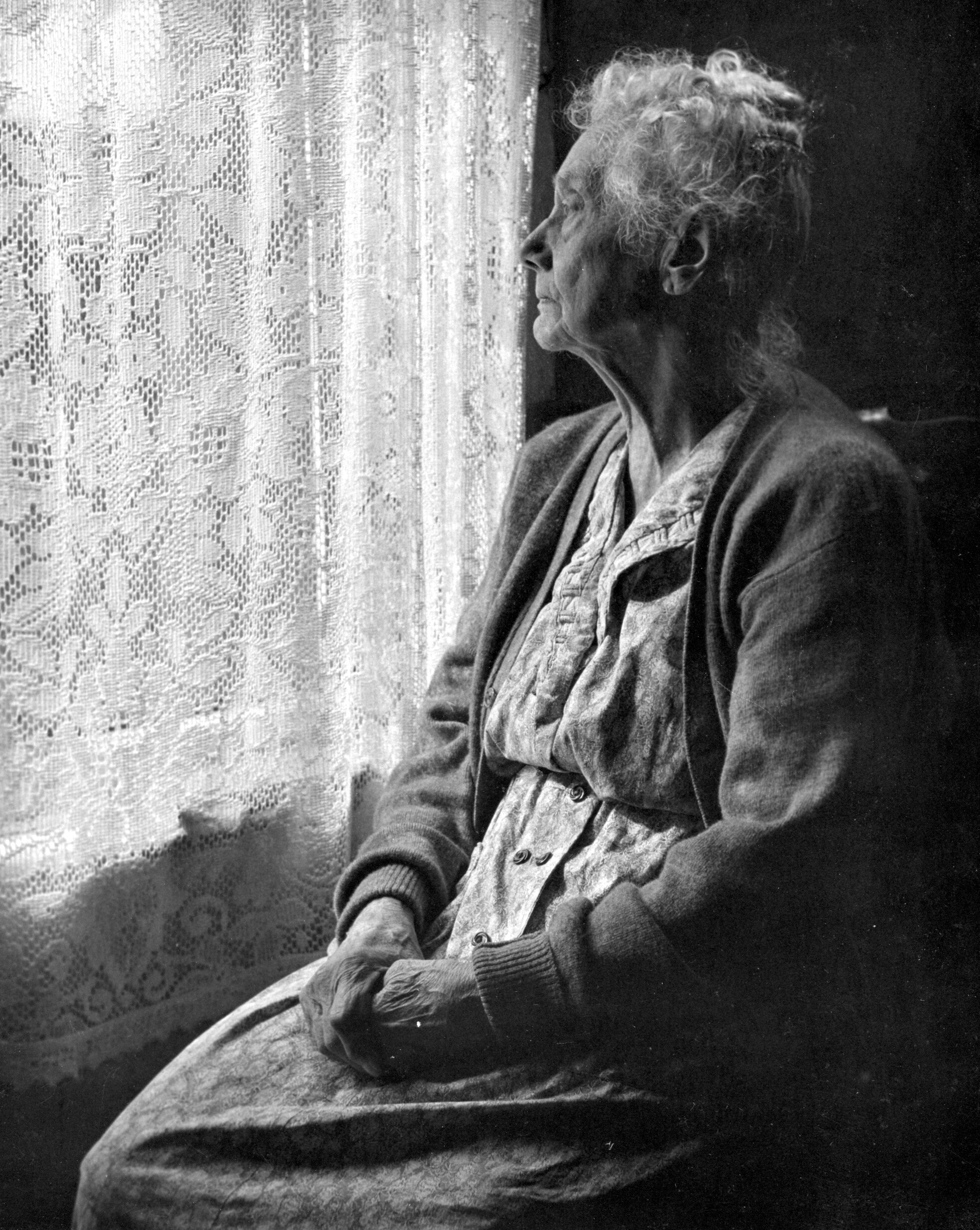
Starší žena

Gerontologie (z řeckého gerón, 2.p. gerontos = starý člověk a logos = slovo, nauka) je souhrn poznatků o stárnutí a stáří. Od 90. let 20. století se gerontologie profiluje také jako interdisciplinární obor v pregraduálním i postgraduálním studiu.
Pojem gerontologie použil poprvé pravděpodobně Ilja Iljič Mečnikov (1845–1916), spolupracovník Louise Pasteura v Paříži a nositel Nobelovy ceny za fyziologii a lékařství za rok 1908) v roce 1903.
K průkopníkům oboru patřili na počátku 20. století v USA M. Rubner, ve 30. letech 20. století v USA Raymond Pearl, v Sovětském svazu A. A. Bogomolec či ve Velké Británii V. Korenčevský a B. W. S. MacKenzie.

## Dělení gerontologie
Gerontologie se tradičně dělí do 3 problémových okruhů:
- Gerontologie experimentální se zabývá otázkami, proč a jak živé organismy stárnou. V současnosti se rozvíjí především na molekulární úrovni. Metodicky cenné jsou institucionální studie.
- Gerontologie sociální se zabývá vztahem starého člověka a společnosti včetně fenoménu stárnutí populace - má aspekty demografické, ekonomické, politické, sociologické, psychologické, etické, právní, urbanistické i další. Za zakladatelskou monografii je považována kniha G. S. Halla Senescence: The Last Half of the Life (New York: Appleton, 1922, 518 p.)
- Gerontologie klinická, neboli geriatrie se zabývá zdravotním a funkčním stavem ve stáří, zdravím podmíněnou kvalitou života starých lidí, zvláštnostmi chorob, jejich diagnostikování a léčení ve stáří. Dále viz geriatrie.